# Ohrili Hüseyin Pacha
Ohrili Hüseyin Pasha (tué le 20 mai 1622) est un homme d'État ottoman qui fut brièvement grand vizir en 1621

## Biographie
Grand vizir de l'Empire ottoman d'origine albanaise il est né à Ohrid (dans l’actuelle république de Macédoine).
Il est nommé Grand Vizir par le sultan Osman II, le 9 mars 1621. Après sa défaite militaire lors de la bataille de Khotin remportée par les troupes de la république des Deux Nations et ses alliés cosaques, il est démis de sa fonction dès le 17 septembre de la même année. Il reste néanmoins un proche du Sultan. Lorsque Osman II est arrêté, Hüseyin Pacha, qui l'accompagnait, cherche à s'enfuir, mais il est rattrapé et tué par les janissaires le 20 mai 1622

## Source de la traduction
- (en) Cet article est partiellement ou en totalité issu de l’article de Wikipédia en anglais intitulé « Ohrili Hüseyin Pasha » (voir la liste des auteurs).